# The Case of the Chemical Syndicate
The Case of the Chemical Syndicate  — це сюжетна арка Бетмен, популярна історія у випуску Detective Comics #27  в травні 1939 р., яка представила популярний суперкористувач DC Comics про супергероя «Бетмен».

## Сюжет
Чоловік на ім'я Ламберт убитий, а на нозі знайдено відбитки пальців його сина. Комісар Гордон виїжджає на місце злочину, запрошуючи з собою свого друга Брюса Вейна. Інтерв'ю Гордона з молодим Ламбертом, який каже, що хтось, крім нього, убив їго батька і що його відбитки були на нозі, коли він витягував його. Він також каже, що його батько мав ще трьох ділових партнерів: Стівена Креана, Альфреда Стрюкера та Пола Роджерса.
Саме тоді Стівен Крайн закликає і спілкується з комісаром Гордоном, розповідаючи йому, що Ламберт отримав анонімну загрозу зі свого минулого життя, і що він, Крейн, сьогодні отримав той самий і побоюється за своє життя. Вейн залишає, кажучи, що йде додому. Поліція йде в будинок Креана, але занадто пізно, оскільки убивця вже вбив його.
Вбивця зустрічає одного зі своїх співучасників і показує йому той контракт, який він вкрав. Обидва чоловіки сваряться. Раптом темна, страшна фігура перетинає їх - «Бетмен», який перемагає двох злочинців і продовжує розслідувати.
Пізніше Пол Роджерс йде до будинку Альфреда Стрюкера. Помічник Стрикер, Дженнінгс, змушує Роджерса в газовій камері, щоб убити його. «Бетмен»» приходить, рятує Роджерса, і перемагає Дженнінгса. Стрикер потім приходить, виявляє себе майстром і нападає на Роджерса, але «Бетмен» також зупиняє його.
Бетмен показує, що Стрікер хотів повний контроль над Apex Chemical Corporation, не маючи плати за це, і щоб отримати це, найняв убивць, щоб вбити своїх ділових партнерів та викрасти секретні контракти, з якими він їх вільно розриває і нападає на Бетмена, який, у свою чергу, відбиває Штрикера, збиваючи його і вбиває. «Придатний кінець для свого роду», - каже Бетмен, перед тим як зникнути через скляне світло.
На наступний день комісар Гордон розмовляє з молодим соціалістом Брюсом Вейном і розповідає йому про Бетмена. Вейн діє недовірливо і йде додому ... де читачеві виявляється, що він ніхто інший, як «Бетмен»!

## Ремейки
Завдяки своєму особливе місце, як перша опублікована пригода Бетмена, «Справа по хімічному синдикату» кілька разів перероблено. У 1969 році тридцята річниця історії, сучасне оновлення, написане Майком Фрідріхом, була опублікована в Детективному коміксі #387 з мистецтвом Боба Брауна та Джо Гієли. Під назвою «Плач ночі - несподівана смерть!» вона оновлювала ситуацію до сучасного та вносила елемент розриву у поколіннях, граючи на невеликому аспекті оригіналу, в якому підозрювався син злочинця.
Інший рімейк був включений в Secret Origins #6 (1986) Роя Томаса і Маршала Роджерса, більш точно відображаючи сюжет оригіналу, з оновленим мистецтвом.
Детективний комікс #627 - це особливе видання, яке включало в себе чотири різних варіанти оповідання: оригінал 1939 року, оновлення 1969 року (перевиданий «The Cry of the Night is - Kill!»), а також дві новинки: історія, Марв Вольфман і Джим Апаро, а інший Алан Грант з мистецтвом Норма Брейфогла.
Бред Мелтцер написав оновлену версію цієї історії з мистецтвом Брайана Хітча для New- 52 детективного коміксу в 2 томи #27, який був випущений в січні 2014 року в рамках 75-річного ювілею Бетмена. Сюжет та персонажі значною мірою збігаються з оригіналом, з закінченням скручування, що означає, що падіння Стрикера в кислоту перетворює його в Джокера.